# Anna Isabella Gonzaga
Anna Isabella Gonzaga, född 1655, död 11 augusti 1703, hertiginna av Mantua och Monferrato; gift 1671 med sin kusin hertig Ferdinand Karl Gonzaga av Mantua. Dotter till hertig Ferrante III Gonzaga av Guastalla och Margherita d'Este. Hon var Mantuas ställföreträdande regent 1691-1692 och under spanska tronföljdskriget 1702-1703. 

## Biografi
Anna Isabella var arvtagare till Guastalla och Luzzara Reggiolo, och hennes äktenskap, som arrangerades av änkekejsarinnan Eleonora av Mantua, överförde dessa områden till makens gren av familjen Gonzaga. Äktenskapet var barnlöst. 
Under spanska tronföljdskriget flydde maken från Mantua år 1702 och utnämnde henne till regent i hans frånvaro.